# Siula Grande
El Siula Grande és una muntanya de la Cordillera Huayhuash, als Andes del Perú, a la frontera entre la Regió de Lima i el departament de Huánuco. La seva alçada és de 6.344 msnm. Té un cim secundari anomenat Siula Chico de 6.260 m d'altura.
El primer ascens el realitzaren els austríacs Arnold Awerzger i Erwin Schneider.
La muntanya es va fer famosa pel llibre Touching the Void, del muntanyenc Joe Simpson, que narra l'ascens i les dificultats per les passà en el descens, junt a Simon Yates el 1985. El 2003 es va estrenar una pel·lícula amb el mateix títol.

## Siula Chico
El Siula Chico, amb uns 6.260 m d'altura, és un cim secundari del Siula Grande, del qual es troba separat per un coll d'uns 6.000 m d'altura. La ruta més senzilla per fer coronar-lo és a través del cim del Siula Grande, sent aquesta la ruta emprada en el seu primer ascens, el 1966 per l'expedició de Manfred Sturm. El maig de 2007 els catalans Jordi Corominas i Oriol Baró realitzaren el primer ascens del Chico per la cara oest, en el que és la segona ascensió a la muntanya.